# Aljaksandr Traschtschyla
Aljaksandr Traschtschyla (belarussisch Аляксандр Трашчыла, engl. Transkription Aliaksandr Trashchyla, auch russisch Александр Трощило – Alexandr Troschtschilo – Aleksandr Troshchilo; * 16. Januar 1960) ist ein ehemaliger belarussischer Sprinter, der sich auf den 400-Meter-Lauf spezialisiert hatte und für die Sowjetunion startend als Staffelläufer erfolgreich war.
Bei den Europameisterschaften 1982 in Athen gewann die sowjetische 4-mal-400-Meter-Staffel in der Aufstellung Traschtschyla, Pawel Roschtschin, Pawel Konowalow, Wiktor Markin die Bronzemedaille hinter den Mannschaften der Bundesrepublik Deutschland und Großbritanniens. Traschtschyla startete in Athen auch im 400-Meter-Lauf und belegte den fünften Rang.
Er krönte seine Karriere ein Jahr später mit dem Titelgewinn in der Staffel bei den Weltmeisterschaften 1983 in Helsinki. Die sowjetische Mannschaft in der Aufstellung Sergei Lowatschow, Traschtschyla, Nikolai Tschernezki, Markin setzte sich dieses Mal gegen die deutsche und die britische Staffel durch.
Eine Teilnahme an den Olympischen Spielen 1984 blieb Traschtschyla wegen des sowjetischen Boykotts verwehrt.
2012 wurde er Cheftrainer der belarussischen Leichtathletiknationalmannschaft.

## Persönliche Bestleistung
- 400 m: 45,51 s, 17. August 1984, Moskau